# خرشة الهليون
خَرَشة الهليون أو ذبابة الهليون ذبابة من الخرشيات. طولها نحو ٦ سم. لونها إلى السود اللامع. أجنحتها مستطيلة شفافة تعلوها زراكش سمر. تظهر من أيار إلى حزيران. تمتح مكنها على أغاليج الهليون فينقف عن يرقات تعيش كامل حياتها اليرقية داخل الأنفاق التي تخلدها في الأغاليج ثم تخرج بعد الانسلاخ الأخير لتتحول إلى كزود.